# تود كومبتون
تود كومبتون (بالإنجليزية: Todd Compton)‏ هو مؤرخ أمريكي، ولد في 1952.